# Браилки (Решетиловский район)
Браилки (укр. Браїлки) — село,
Плосковский сельский совет, Решетиловский район, Полтавская область, Украина.
Код КОАТУУ — 5324283802. Население по переписи 2016 года составляло 3 человек.
Найдена на трехверстовке Полтавской области. Военно-топографическая карта.1869 год как хутор Проелки

## Географическое положение
Село Браилки находится на левом берегу реки Полузерье,
выше по течению на расстоянии в 3,5 км расположено село Васьки (Полтавский район),
ниже по течению на расстоянии в 2 км расположено село Твердохлебы,
на противоположном берегу — сёла Андреевка и Левенцовка.
Река в этом месте извилистая, образует лиманы, старицы и заболоченные озёра.